# Márcio Santilli

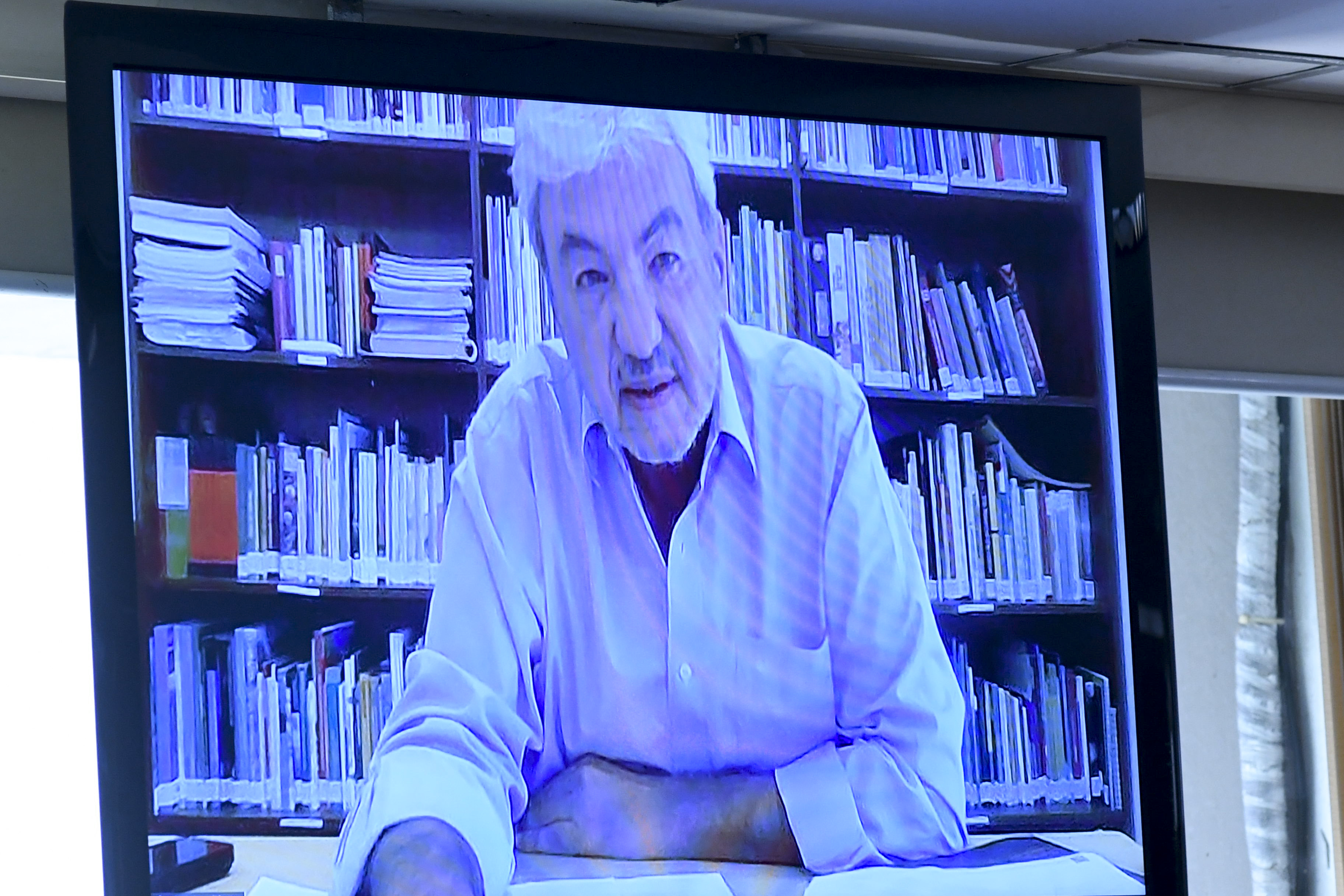
Márcio Santilli em teleconferência

Márcio José Brando Santilli (São Paulo, 10 de outubro de 1955) é um político e ativista dos direitos dos povos indígenas brasileiros.

## Biografia
Filho da professora de literatura Maria Aparecida de Campos Brando Santilli e de José Santilli Sobrinho, que foi prefeito de Assis, graduou-se em Filosofia pela UNESP. Cresceu na cidade de São Paulo. Foi deputado federal pelo PMDB (1983-1987) e, durante o seu mandato parlamentar, foi membro da Comissão de Relações Exteriores e um dos líderes da Comissão do Índio na Câmara dos Deputados.
Na Assembléia Nacional Constituinte de 1987-1988, foi considerado como uma pessoa-chave na ligação entre a Coordenação dos Povos Indígenas – grupo constituído por indígenas e organizações civis – e o Congresso Nacional, e na articulação pela inclusão dos artigos 231 e 232 sobre os direitos indígenas.
Foi coordenador da campanha  'Y Ikatu Xingu, voltada à recuperação florestal financiada pela Rainforest Foundation da Noruega, pela USAID e várias outras organizações internacionais e brasileiras.
Atuou no Núcleo de Defesa dos Indígenas, foi membro da diretoria do Centro Ecumênico de Documentação e Informação (CEDI), e fundador e secretário executivo do Núcleo de Direitos Indígenas (1989-1994), organizações que deram origem ao Instituto Socioambiental, em 1994. Foi representante do Grupo de Trabalho Amazônico (GTA) na Comissão de Projetos do Sub-componente de Políticas de Recursos Naturais do Programa Piloto para a Conservação das Florestas Tropicais Brasileiras (PP-G7).
Foi também presidente da Funai de 1995 a 1996, e segundo Luís Roberto de Paula, ganhou muitos inimigos com a demissão de funcionários corruptos das Áreas Kayapó e Xavante e o anúncio de uma grande reforma administrativa, além de enfrentar rebeliões regionais e sequestros de funcionários por índios articulados com máfias do funcionalismo. Foi consultor da Fundação Nacional de Saúde para a criação dos 34 Distritos Sanitários Especiais Indígenas, e membro do Conselho Diretor do Instituto Socioambiental (ISA), do qual é um dos fundadores. Em 2011, Santilli coordenou o Programa Politica e Direito Socioambiental do ISA  Tem muitos artigos e livros publicados, destacando-se os livros Os brasileiros e os índios (2000) e Subvertendo a gramática e outras crônicas socioambientais (2020).

## Distinções
Por seu trabalho de promoção da redução compensada  de emissões de gases de efeito estufa provenientes do desmatamento, em 2009 Santilli foi incluído entre os Heróis do Meio Ambiente da revista Time.
Em 2010 recebeu da Câmara de Vereadores de Assis o título de Cidadão Honorário, reconhecendo suas ações em benefício da cidade, do meio ambiente e dos povos indígenas. No mesmo ano foi eleito pela revista Isto É como uma das 100 pessoas mais influentes no Brasil e no mundo, e pela revista Época como um dos 100 brasileiros mais influentes, na categoria Heróis.
Segundo o líder indígena Almir Narayamoga Suruí, "Márcio Santilli é um dos grandes nomes da política indigenista no Brasil. É reconhecido internacionalmente por suas ações indígenas e ambientais. Falar de seu compromisso com essas questões é falar da história do Brasil na luta para garantir os direitos indígenas na Constituição e na formulação do novo Estatuto dos Povos Indígenas. [...] Santilli é desses homens que fazem diferença no universo indígena".